# السيلة الحارثية
السيلة الحارثية بلدة فلسطينية تتبع محافظة جنين شمال الضفة الغربية، تشتهر بزراعة الزيتون، ويعمل معظم أهلها في مهنة التجارة، وعدد سكانها يقدر بـِ 11,449 نسمة حسب التعداد العام للسكان الذي أجري عام 2017.

## التسمية
يرجع تسميتها كونه سابقاً كان يوجد في وسط البلدة سيل ماء، وكان اسم حاكم البلدة حارث فسميت سيل حارث بدايةً ثم تحولت إلى سيلة الحارثية.

## الجغرافيا

### الموقع
تقع إلى الغرب من مدينة جنين وتبعد عنها 8 كم، يمكن الوصول إليها عبر طريق رئيسي متجه إلى مدينة حيفا، وتربطها طرق معبدة بالقرى المجاورة، وتنحدر أراضيها نحو الشمال بإتجاه المرج، حيث يجري وادي الجاموس في غرب البلدة، ثم ينحرف متجهاً نحو الشمال الشرقي. وترتفع عن سطح البحر 150 م.

### المساحة
تبلغ مساحة أراضيها 8,931 دونماً ويحيط بها أراضي قرى تعنك واليامون ورمانة وعانين وعرقة. إزدادت مساحتها من 80 دونماً في عام 1945م إلى أكثر من 300 دونم في عام 1980م.

## السكان
دخلت فلسطين وفود كبيرة عبر العصور من تجار وغيرهم وذلك لموقعها الهام كنقطة وصل بين القارات، ومركز للحضارات والأديان.
يبلغ عدد سكان السيلة الحارثية حاليا حوالي 11,449 نسمة جميعهم من المسلمين وذلك حسب التعداد العام للسكان 2017 الذي أجراه الجهاز المركزي للإحصاء الفلسطيني.
| السنة      | 1922  | 1931  | 1967  | 1987  | تعداد 1997 | تعداد 2007 | (تعداد 2017) |
| ---------- | ----- | ----- | ----- | ----- | ---------- | ---------- | ------------ |
| عدد السكان | 1,041 | 1,259 | 2,700 | 5,400 | 7,342      |            | 11,449       |

### أعلام البلدة
من أبرز أبناء البلدة:
- عبد الله عزام.
- يوسف سعيد أبو درة.
- كمال عبد الفتاح.

## مؤسسات البلدة
يدير البلدة مجلس بلدي منتخب يشرف على إدارة شؤونها التنظيمية كفتح الشوارع والمدارس وتزويد البلدة بالمياه والكهرباء والمرافق الصحية. يوجد في البلدة ثمانية مدارس حكومية، وخمس رياض أطفال، وثلاثة عشر مسجداً، وملعب بلدي، وعيادة صحية حكومية، وعيادات وصيدليات خاصة، ومراكز تعليمية وتحفيظ القرآن الكريم، ومعاصر حديثة للزيتون، ومسبح، وفيها أيضاً جميعة سيلة الحارثية الخيرية، ونادي السيلة الحارثية الرياضي وعدة دواوين للعائلات.

أحد مساجد البلدة.

## الاقتصاد

### التجارة
تشتهر سيلة الحارثية بالتجارة، حيث يعمل الكثير من سكان البلدة في مهنة التجارة ، ويملكون العشرات من المحلات التجارية في مدينة جنين ورام الله وطولكرم وبرطعة.

### الزراعة
بلغت المساحة العمرانية للبلدة 1,400 دونم، ومساحة أراضيها الكلية حوالي 8,900 دونم، تزرع في أراضيها الحبوب والخضار والخضراوات وتشتهر بإنتاج الزيتون ومن أكثر بقاع محافظة جنين بإنتاج المشمش، وتحيط الأشجار المثمرة معظم جهات البلدة باستثناء الجهة الجنوبية الشرقية المكسوة بالأشجار الحرجية التي يستفاد منها للرعي .
تزرع أيضاً اللوز والتفاح والعنب والتين وغيرها.. وتعتمد الزراعة على مياه الأمطار التي تهطل بكميات سنوية كافية. وقد فقدت سيلة الحارثية «جزءاً» من أراضيها بسبب مرور خط الهدنة عام 1949م بهذه الأراضي.

### الصناعة
يوجد في البلدة بعض المصانع للحجر الصناعي، والأغذية، وبعض مشاغل الخياطة. يعمل البعض من أبناء البلدة في الأراضي الفلسطينية المحتلة عام 1948، ويعمل أيضاً بعض أبناء البلدة في منطقة الخليج العربي.